# Церани
Церани (серб. Церани) — населенный пункт (деревня) в общине Дервента, который принадлежит энтитету Республике Сербской, Босния и Герцеговина. По результатам югославской переписи населения 1991 года в Церанях проживало 1905 человек.

## Население
В населении деревни преобладают сербы, остальные национальности составляют незначительную часть населения деревни.
| 1961                           | 1971 | 1981 | 1991 | - | - | - |
| ------------------------------ | ---- | ---- | ---- | - | - | - |
| 2193                           | 2100 | 2082 | 1905 | - | - | - |
| Гистограмма динамики населения |      |      |      |   |   |   |

### Национальный состав
1991 год:
- сербы — 1875 человек (98,42 %);
- хорваты — 8 человек (0,41 %);
- югославы — 11 человек (0,57 %);
- мусульмане — 1 человек (0,05 %);
- другие — 10 человек (0,52 %).

## Известные уроженцы
- Миле Китич — сербский певец